# Полочанінов Володимир Геннадійович
Володимир Геннадійович Полочанінов (нар. 25 квітня 1974 р., Біла Церква Київської області, УРСР) — український політик, президент БФ «Рух Молоді», підприємець. Нардеп України VII скл.

## Життєпис
Народився 25 квітня 1974 року в Білій Церкві. 1996 року закінчив Білоцерківський аграрний університеті.
У шкільні роки працював на Білоцерківському консервному заводі і авіаремонтному заводі. Під час навчання в університеті був програмістом.
Кінцевий бенефіціар ПАТ "Закритий недиверсифікований венчурний корпоративний інвестиційний фонд «Титан», а також ТОВ «Аква 1» в Білій Церкві.
2014 року Полочанінов купив на аукціоні золоту медаль Годунко за 100 тис. грн і повернув гімнастці медаль. Спортсменка продавала медаль, щоб пожертвувати гроші на ЗСУ.

## Політка
2006 — обраний депутатом Київської обласної ради V скл., очолив комісію з питань бюджету і фінансів.
З 2009 — голова Київського обласного відділення громадської організації «Фронт Змін» та Київської обласної організації партії «Фронт Змін».[джерело?]
2010 — перший заступник голови Київської ОДА.
2010—2012 — депутат Київської обласної ради VI скл., голова комісії з питань молодіжної політики, фізичної культури, спорту і туризму, головою фракції «Фронт змін».
2012 року обраний народним депутатом, входив до складу фракції Батьківщина.
З 25 грудня 2012 року було Заступником голови Комітету Верховної Ради України у закордонних справах.
2013 року Полочанінов з Андрієм Павелком заснували партію «Демократи».

### Погляди
- фокусування на середньому класі[13]
- використання прикладу Конституції США і європейських країн[14]
- зміна радянських принципів, інституційна дерадянізація[15]
- надання українській мові статусу єдиної державної мови, а англійській та російській — статусу офіційних[16]
- дозвіл подвійного громадянства[16]

Співавтор законопроєкту про децентралізацію, який передбачав реформу місцевого самоврядування та територіальної організації влади в Україні.

## Публікації
2019 — книга «Записки на полях української політики».

## Хобі
Полочанінов захоплюється спортом.

## Особисте життя
Одружений, двоє дітей.